# Kaliopi
Kaliopi Bukleska (Macedonisch: Калиопи Буклеска) (Kičevo, 28 december 1966) is een zangeres uit Noord-Macedonië.

## Biografie
Kaliopi won in 1996 Skopje Fest, de Macedonische voorronde voor het Eurovisiesongfestival, met het nummer Samo ti. Door het hoge aantal deelnemende landen, werd er voor het Eurovisiesongfestival een audiovoorronde gehouden achter gesloten deuren. Ze eindigde op de 26ste plaats op 29 deelnemers. Enkel de beste 22 mochten effectief deelnemen aan het Eurovisiesongfestival, waardoor Kaliopi verplicht thuis moest blijven.
In 2012 kreeg ze een tweede kans. Ze werd door de Macedonische openbare omroep MRT intern gekozen om haar land te vertegenwoordigen op het Eurovisiesongfestival 2012 in Bakoe, Azerbeidzjan. Ze trad aan met het lied Crno i belo en behaalde in de finale uiteindelijk de dertiende plaats.
Eind 2015 werd Kaliopi opnieuw intern geselecteerd om Macedonië te vertegenwoordigen op het Eurovisiesongfestival 2016. Met het lied Dona strandde ze in de halve finale op de elfde plaats, wat niet volstond voor een plaats in de finale.
1998: Vlado Janevski · 
2000: XXL · 
2002: Karolina · 
2004: Toše Proeski · 
2005: Martin Vučić · 
2006: Elena Risteska · 
2007: Karolina · 
2008: Tamara, Vrčak & Adrian Gaxha · 
2009: Next Time · 
2010: Gjoko Taneski · 
2011: Vlatko Ilievski · 
2012: Kaliopi · 
2013: Esma & Lozano · 
2014: Tijana Dapčević · 
2015: Danijel Kajmakoski · 
2016: Kaliopi · 
2017: Jana Burčeska · 
2018: Eye Cue · 
2019: Tamara Todevska · 
2021: Vasil · 
2022: Andrea
- Gemeinsame Normdatei: 140401903
- International Standard Name Identifier: 0000 0000 7892 7405
- MusicBrainz: 2d999b5f-fbb0-4ca7-bb0d-9f534c43ca41
- Nationale Bibliotheek van Tsjechië: xx0116576
- Nationale Bibliotheek van Polen: a0000002643428
- Nationale en Universitaire bibliotheek Zagreb: 000404555
- Virtual International Authority File: 107105495
- WorldCat: E39PBJvd8FTh6PgfC7GmdjgdwC